# Asami Tano
Asami Tano (田野 アサミ, Tano Asami), née le 12 février 1987 dans la Préfecture de Hyōgo (Japon), est une actrice et seiyū japonaise.

## Filmographie sélective

### Cinéma
- 2012 : Smile PreCure! (スマイルプリキュア！, Sumairu PuriKyua!?) de Takashi Otsuka
- 2013 : Toriko (トリコ?) de  Akifumi Zako
- 2018 : HUGtto! Pretty Cure Futari wa Pretty Cure: All Stars Memories (映画 HUGっと!プリキュア♡ふたりはプリキュア オールスターズメモリーズ, Eiga HUGtto! Purikyua ♡ Futari wa Purikyua Ōru Sutāzu Memorīzu?) de Hiroshi Miyamoto
- 2019 : Love Live! Sunshine!! (ラブライブ! サンシャイン!!, Rabu Raibu! Sanshain!!?) de Kazuo Sakai
- 2020 : Burn the Witch (?) de Tatsuro Kawano

### Doublage
- 2014 : Virgil dans La Belle et la Bête
- 2015 : Sabine Wren  dans Star Wars Rebels
- 2024 : Citlali dans Genshin Impact